# Silvestridia hutan
Silvestridia hutan – gatunek pierwogonka z rzędu Acerentomata i rodziny Acerentomidae.

## Taksonomia
Gatunek opisany został w 1965 przez G. Imadaté z mukimu Amo w Brunei na Borneo. W 1978 J. Nosek opisał z Madagaskaru gatunek Silvestridia ivontakaensis, który okazał się być jego synonimem, podobnie jak opisany w 1969 z japońskiej prefektury Nara Silvestridia kaguya.

## Występowanie
Gatunek ten jest rozprzestrzeniony od Japonii, przez Tajwan i Azję Południowo-Wschodnią po Madagaskar.